# Cristiano Felício
Cristiano Silva Felício (* 7. Juli 1992 in Pouso Alegre) ist ein brasilianischer Basketballspieler.

## Laufbahn
Cristiano Felício spielte von 2009 bis 2012 in seinem Heimatland beim Minas Tênis Clube. Anschließend wechselte er in die Vereinigten Staaten und begann die Saison 2012/13 bei der CCSE Prep Academy in Sacramento (Bundesstaat Kalifornien). Der Leiter der Schule wurde im Dezember 2014 zu zehn Jahren Haft verurteilt, weil er Spieler misshandelt hatte, nach eigener Aussage gehörte Cristiano Felício nicht zu den Opfern des Mannes. Der Brasilianer gehörte nach seinem kurzen Abstecher nach Kalifornien zum Kader des Clube de Regatas do Flamengo in seinem Heimatland. Da er dort einen Vertrag unterschrieben hatte, kam sein bereits zuvor für die Saison 2013/14 vorgesehener Wechsel an die University of Oregon nicht zustande, weil die NCAA in der schriftlichen Vereinbarung mit der brasilianischen Mannschaft einen Verstoß gegen die Amateurrichtlinie des Hochschulverbands sah. Cristiano Felício blieb folglich in Brasilien und beim Clube de Regatas do Flamengo, wo er bis 2015 spielte.
In der Sommerpause 2015 wurde er von der NBA-Mannschaft Chicago Bulls verpflichtet. Er bestritt 258 Spiele für Chicago. Seine beste Punktausbeute in der NBA erreichte der Brasilianer in der Saison 2017/18 (5,6 Punkte/Spiel). Anfang August 2021 gab der deutsche Bundesligist Ratiopharm Ulm seine Verpflichtung bekannt. Er erzielte in 20 Bundesliga-Einsätzen im Mittel 11 Punkte sowie 8,4 Rebounds.
In der Sommerpause 2022 nahm Cristiano Felício ein Vertragsangebot des CB Granada aus der spanischen Liga ACB an. Dort war er bis 2024 Leistungsträger, im Sommer 2024 endete seine Zeit in Granada. Er setzte seine Laufbahn in Japan bei den Sendai 89ers fort.

### Nationalmannschaft
Mit der U18-Nationalmannschaft Brasilien wurde er 2010 Zweiter der Amerikameisterschaft, im Herrenbereich nahm Cristiano Felício mit der Auswahl seines Heimatlandes unter anderem an den Olympischen Sommerspielen 2016 in Rio de Janeiro sowie an der Weltmeisterschaft 2019 in China teil.

## Karriere-Statistiken

### NBA

#### Hauptrunde
| Saison  | Team    | GP  | GS | MPG  | FG % | 3P % | FT % | RPG | APG | SPG | BPG | PPG |
| ------- | ------- | --- | -- | ---- | ---- | ---- | ---- | --- | --- | --- | --- | --- |
| 2015–16 | Chicago | 31  | 4  | 10.4 | .556 | .000 | .714 | 3.3 | 0.8 | 0.2 | 0.4 | 3.4 |
| 2016–17 | Chicago | 66  | 0  | 15.8 | .579 |      | .645 | 4.7 | 0.6 | 0.4 | 0.3 | 4.8 |
| 2017–18 | Chicago | 55  | 16 | 17.8 | .591 | .000 | .667 | 4.2 | 1.0 | 0.3 | 0.2 | 5.6 |
| 2018–19 | Chicago | 60  | 0  | 12.4 | .531 | .000 | .685 | 3.6 | 0.6 | 0.2 | 0.1 | 4.0 |
| 2019–20 | Chicago | 22  | 0  | 17.5 | .630 | .000 | .783 | 4.6 | 0.7 | 0.5 | 0.1 | 3.9 |
| 2020–21 | Chicago | 18  | 0  | 4.7  | .538 | .000 | .563 | 1.4 | 0.5 | 0.2 | 0.0 | 1.3 |
| Gesamt  | Gesamt  | 252 | 20 | 14.1 | .572 | .000 | .673 | 3.9 | 0.7 | 0.3 | 0.2 | 4.3 |

#### Play-offs
| Saison  | Team    | GP | GS | MPG  | FG % | 3P % | FT % | RPG | APG | SPG | BPG | PPG |
| ------- | ------- | -- | -- | ---- | ---- | ---- | ---- | --- | --- | --- | --- | --- |
| 2016–17 | Chicago | 6  | 0  | 13.7 | .600 | .000 | .500 | 4.3 | 0.3 | 0.5 | 0.3 | 3.2 |
| Gesamt  | Gesamt  | 6  | 0  | 13.7 | .600 | .000 | .500 | 4.3 | 0.3 | 0.5 | 0.3 | 3.2 |

### Bundesliga
| Saison  | Team           | GP | GS | MPG  | FG % | 3P % | FT % | RPG | APG | SPG | BPG | PPG  |
| ------- | -------------- | -- | -- | ---- | ---- | ---- | ---- | --- | --- | --- | --- | ---- |
| 2021–22 | Ratiopharm Ulm | 20 | 20 | 26.1 | .619 | .667 | .754 | 8.5 | 0.8 | 0.3 | 1.0 | 11.0 |
| Gesamt  | Gesamt         | 20 | 20 | 26.1 | .619 | .667 | .754 | 8.5 | 0.8 | 0.3 | 1.0 | 11.0 |